# Festival Sertanejo
Festival Sertanejo foi um talent show brasileiro produzido e transmitido pelo SBT, cujo objetivo era revelar o novo astro da música sertaneja no Brasil. Estreou a sua 1.ª temporada no dia 15 de junho de 2013 e teve sua final em 7 de setembro do mesmo ano, sob apresentação da dupla sertaneja Hugo & Tiago, Helen Ganzarolli e Pedro Leonardo. Na primeira temporada, os vitoriosos foram Lucas & Felipe. O programa foi renovado para uma 2.ª temporada, que estreou no dia 20 de setembro de 2014, com apresentação de Helen Ganzarolli e da dupla Chitãozinho & Xororó.

## Formato
Durante 13 semanas, 12 participantes (entre cantores solo e duplas) ficavam em uma casa, onde participavam de provas que lhes dariam a chance de continuar na casa. Os perdedores participavam de um duelo no palco do programa aos sábados, onde o público escolhia quem ficava na casa através de uma votação por portal de voz, internet ou SMS. Quem perder saía da casa.
Ao longo do programa, eles recebiam visitas de grandes nomes da música sertaneja. Os seus ensaios eram comandados pelos apresentadores Helen Ganzarolli e Pedro Leonardo. O cantor(a) ou dupla vencedora gravava um CD e o autor da música ganhava 100 000 reais em barras de ouro.
Em sua 2.ª temporada, o programa sofreu uma alteração no formato, onde não precisava mais compor uma música original e sim cantar músicas de artistas da música sertaneja, e também podiam participar do programa duplas, trios e solo.

## Controvérsias
Para que os cantores participassem do programa, eles tiveram que assinar um contrato onde 10% do lucro do cantor ou da banda com os shows iriam para o diretor musical Rommel Marques e para a produtora RMarchetti, detentores do formato. Este contrato tinha duração de cinco anos e algumas pessoas criticaram a cláusula. Em resposta, o SBT afirmou que o canal apenas comprou o formato e "qualquer tipo de participação comercial ficava por parte da produtora RMarchetti , criadora do formato". Na segunda temporada do programa, esta cláusula não constava mais.

## 1.ª temporada
A primeira temporada foi ao ar de 15 de junho a 7 de setembro de 2013.

### Audiência
Na estreia, o programa registrou 6 pontos na capital paulista, em sua segunda semana de exibição foram 5 pontos. Durante toda a exibição do programa, a pior média registrada foi no dia 31 de agosto de 2013, com apenas 3,9 pontos, muito abaixo do esperado pelo SBT. Mas o programa foi um sucesso comercial.

### Participantes
| Candidatos (as)        | Idade   | Cidade                | Estado | Música                                                                                | Eliminação                                                                    |
| ---------------------- | ------- | --------------------- | ------ | ------------------------------------------------------------------------------------- | ----------------------------------------------------------------------------- |
| Alessandro & Adriano   | 29 e 30 | Ivinhema              |        | "Dig Dim" (Alessandro & Adriano)                                                      | 11ª Eliminação - Semifinalista com 39% dos votos - Dia: 7 de setembro de 2013 |
| Bruno & Camila         | 23 e 20 | Campinas              |        | "Não Finja" (Bruno Guidi e Camila Guidi)                                              | 1.ª Eliminação - Dia: 22 de junho de 2013                                     |
| Dyego Bellini          | 30      | São Bernardo do Campo |        | "Ô Tentação" (Dyego Bellini)                                                          | 2.ª Eliminação - Dia: 29 de junho de 2013                                     |
| Fabio Munniz           | 28      | Botucatu              |        | "Sintomas de Amor" (Fabio Roberto Muniz)                                              | 4.ª Eliminação - Dia: 13 de julho de 2013                                     |
| Frederico & Cristhiano | 36 e 32 | Belo Horizonte        |        | "Mil Amores" (Frederico & Cristhiano)                                                 | 9.ª Eliminação - Dia 17 de agosto de 2013                                     |
| Juninho Bessa          | 30      | Uberlândia            |        | "Não Acabou" (Juninho Bessa e Mário)                                                  | 8.ª Eliminação - Dia: 10 de agosto de 2013                                    |
| Lee Miranda            | 25      | Belo Horizonte        |        | "É Você" (Lee Miranda)                                                                | 3.ª Eliminação - Dia: 6 de julho de 2013                                      |
| Luana Gabriella        | 19      | Ibiporã               |        | "E Agora Diz" (Luana Gabriella)                                                       | 10.ª Eliminação - Dia: 24 de agosto de 2013                                   |
| Lucas & Felipe         | 24 e 18 | Novo Hamburgo         |        | "Veja Bem" (Lucas & Felipe)                                                           | Vencedor - Com 61% dos votos - Dia: 7 de setembro de 2013                     |
| Rayan Barreto          | 33      | Goiânia               |        | "Seu Amor é Tudo" (Autor: Marluz/Intérprete: Rayan Barreto)                           | 5.ª Eliminação - Dia: 20 de julho de 2013                                     |
| Ricardo & Ronael       | 22 e 24 | Unaí                  |        | "Deixa Rolar" (Autores: Ricardo, Ronael, Vismar Martins/Intérpretes:Ricardo e Ronael) | 7.ª Eliminação - Dia: 3 de agosto de 2013                                     |
| Thales Maia            | 17      | Divinópolis           |        | "Meu Vício" (Thales Maia)                                                             | 6.ª Eliminação - Dia: 27 de julho de 2013                                     |

## 2.ª temporada
A segunda temporada teve como vencedora a dupla Manu & Gabriel.